# Desierto de la Gran Cuenca
El desierto de la Gran Cuenca es un gran desierto de Estados Unidos, con 409 000 km² el más grande  del país, que comprende casi todo el estado de Nevada, la mitad occidental de Utah y pequeños sectores en Oregón, Idaho y California. Está limitado por la cordillera de Sierra Nevada, en el oeste, las Montañas Rocosas, en el este, la meseta del Columbia, al norte y los desiertos de Mojave y Sonora, al sur.
El desierto de la Gran Cuenca, a diferencia de los desiertos de Mojave y Sonora, característicamente «carece de arbustos de creosota» y se definió a los efectos de un informe de 1986 por J. Robert Macey quien distinguió entre el  «Desierto Gran Cuenca Scrub» frente al «Desierto de creosota Bush». Las precipitaciones en la región de la Cuenca del Gran Desierto varían de 180 a 300 mm de lluvia al año, e incluye varias cuencas áridas sin Larrea tridentata (chaparral), como el Valle Chalfant, el Valle Hammil, el Valle Benton y el Valle Queen, así como en una porción sureste del Valle Owens
Por el contrario, el Valle Panamint, el Valle Saline y el  Valle Eureka tienen el arbusto de la creosota, frente al Deep Springs Valley que contiene el arbusto del desierto de la Gran Cuenca.
El desierto de la Gran Cuenca es un desierto frío causado por el efecto sombra de lluvia causado por la Sierra Nevada al oeste. La flora predominante son «monótonas extensiones de Atriplex confertifolia y Atriplex confertifolia».
El ecotono demarca el norte del desierto de Mojave es el borde del hábitat del arbusto de la creosota y es también la demarcación sur de la estepa arbustiva de la Gran Cuenca y la ecorregión de la Great Basin y estribaciones.  El ecotono se establece por el aumento de la elevación, descenso de la temperatura a mayor altitud y las precipitaciones (menos sombra de lluvia en latitudes más altas).

## Definición y límites

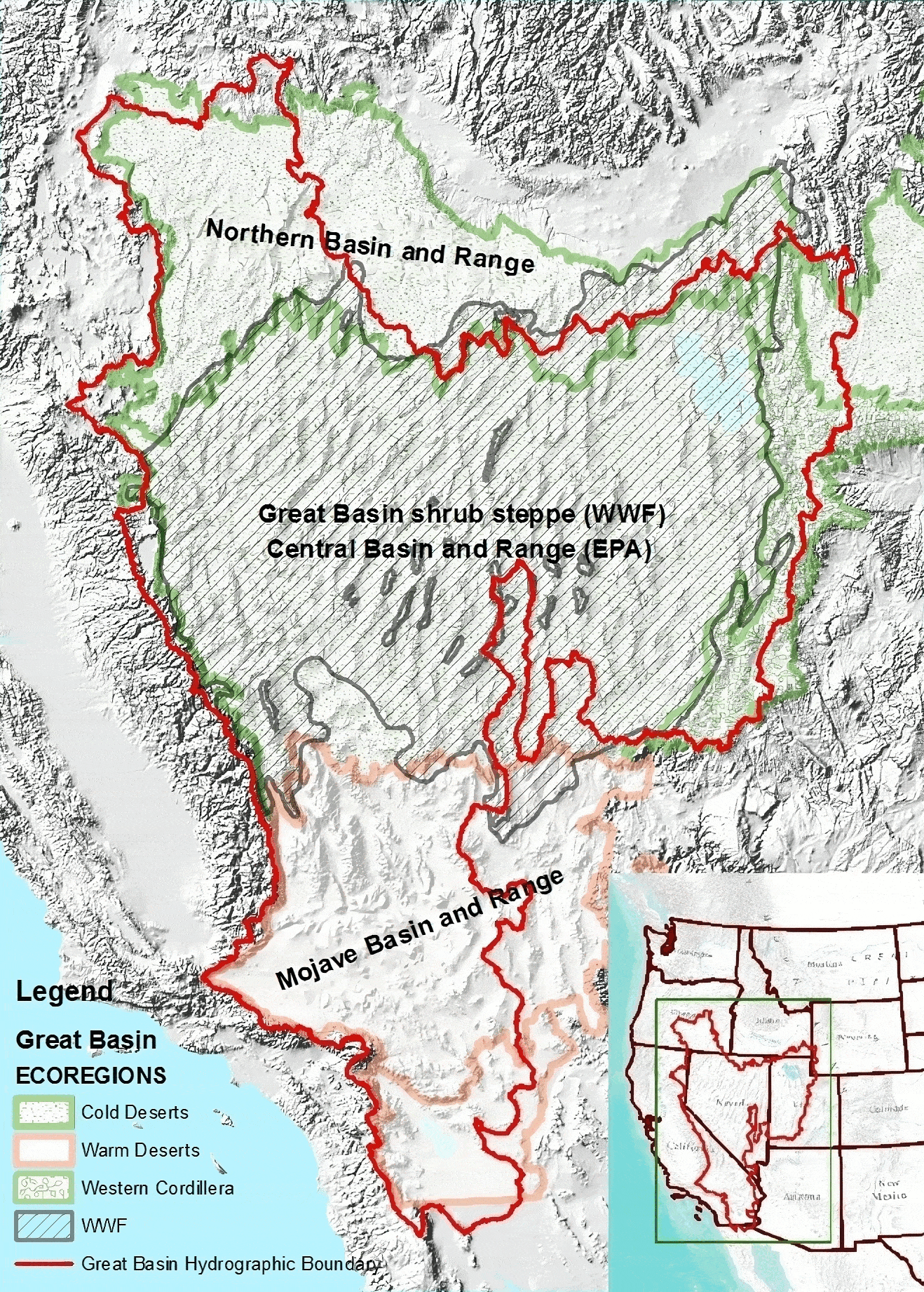
Las ecorregiones, tal y como las definen actualmente la Agencia de Protección Ambiental de Estados Unidos y el Fondo Mundial para la Naturaleza.

El desierto de la Gran Cuenca se define por sus animales y plantas, pero sus límites no están claros.
Los científicos tienen diferentes definiciones del Desierto de la Gran Cuenca, que a menudo se definen en negativo. J. Robert Macey define el "desierto de matorrales de la Gran Cuenca como carente de arbustos de creosota". El desierto de la Gran Cuenca incluye varias cuencas áridas carentes de Larrea tridentata (chaparral), como los "valles de Chalfant, Hammil, Benton y Queen", así como toda la parte del valle de Owens, excepto el sureste. Por el contrario, los "valles de Panamint, Saline y Eureka" tienen arbustos de creosota, a diferencia del valle de Deep Springs, que incluye parte del desierto de matorrales de la Gran Cuenca.
El estudio y la definición de las ecorregiones también pueden indicar los límites del desierto de la Gran Cuenca. En 1987, J.M. Omernik definió una ecorregión desértica entre la Sierra Nevada y la cordillera Wasatch, denominándola ecorregión "Northern Basin and Range". En 1999, la EPA de EE. UU. rebautizó la "Northern Basin and Range" como "Central Basin and Range" y el "High Desert (Snake River)" como "Northern Basin and Range". El Fondo Mundial para la Naturaleza adoptó las ecorregiones de la cuenca y la cordillera de Omernik, pero eliminó una pequeña región de zonas de gran altitud que contienen refugios del Holoceno, de la antigua ecorregión de la "cuenca y cordillera del norte" y la rebautizó como "estepa de arbustos de la gran cuenca". Aunque en 2003 la EPA había afinado los límites de la ecorregión de la cuenca y la cordillera central, cuando el geógrafo del USGS Christopher Soulard escribió sus informes sobre la región, sus mapas utilizaron el límite de 1999 para la "cuenca y la cordillera central", que es esencialmente el mismo que el de la "estepa de arbustos de la Gran Cuenca" y afirma que el desierto de la Gran Cuenca está "englobado dentro" de esa zona.
Este artículo describe la ecología general de la región, incluidas las zonas de gran altitud, y no se basa en pequeñas diferencias en las definiciones de la ecorregión o del desierto. Para detalles más específicos sobre la ecorregión de alta montaña, véase Great Basin montane forests.

## Clima
El clima del desierto de la Gran Cuenca se caracteriza por los extremos: veranos calurosos y secos e inviernos fríos y nevados; crestas alpinas gélidas y valles cálidos y ventosos; días de más de 32 °C seguidos de noches cercanas a los 5 °C. Este es el clima del desierto alto.

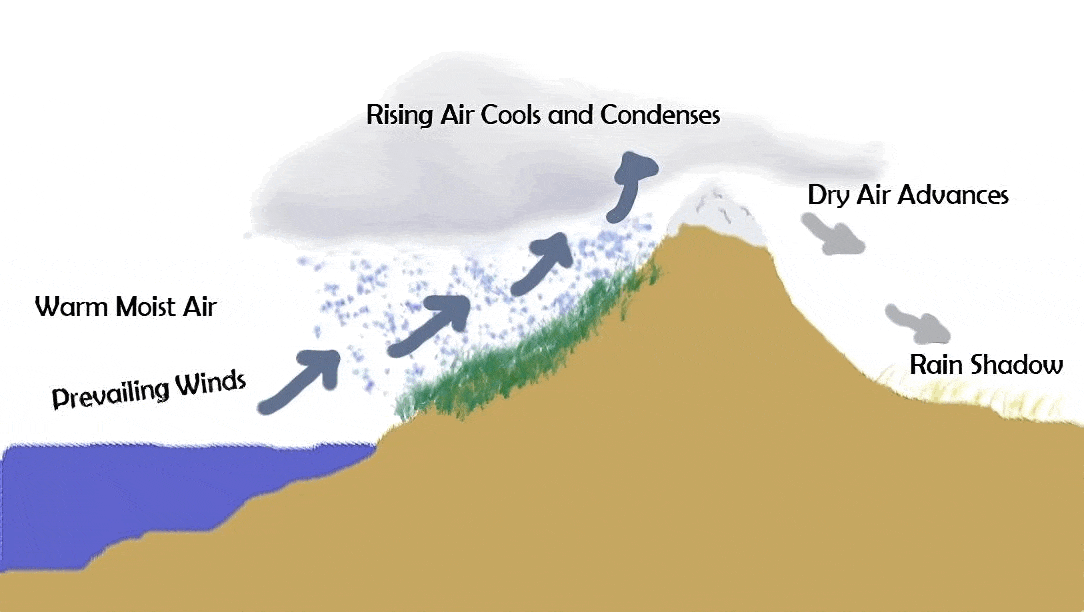
Elevación orográfica que da lugar a una sombra de lluvia al descender y expandirse el aire, dando lugar a un calentamiento árido, en la ladera de sotavento de una hipotética montaña.

El clima desértico de la Gran Cuenca comienza con Sierra Nevada en el este de California. Esta cadena montañosa, que se eleva 4300 m sobre el nivel del mar, proyecta una gran sombra de lluvia sobre el desierto. El tiempo que llega del Océano Pacífico pierde rápidamente su humedad en forma de lluvia y nieve a medida que asciende por las escarpadas montañas. Cuando llega al lado este de las montañas, queda muy poca humedad para el desierto.  El efecto de sombra de lluvia es más pronunciado cerca de Sierra Nevada, con precipitaciones anuales en el desierto de la Gran Cuenca de un promedio de 230 mm en el oeste y 300 mm en el este. La humedad que consigue llegar a la ecorregión tiende a precipitarse en forma de lluvia y nieve en las zonas más elevadas, principalmente sobre las largas montañas paralelas de la región. En última instancia, las precipitaciones que caen en el desierto no drenan ni hacia el Océano Atlántico ni hacia el Océano Pacífico (de ahí el término "cuenca"). En su lugar, la precipitación drena a un lago efímero o lago salino a través de arroyos, o desaparece por evaporación o absorción en el suelo. El desierto es el más frío de los desiertos de Norteamérica.
En un día cualquiera, el tiempo en el desierto de la Gran Cuenca es variable. La región es extremadamente montañosa, y las temperaturas varían en función de la elevación. En general, la temperatura disminuye 6,5 °C por cada 1000 m ganados en elevación. Esto se traduce en una diferencia 17 °C entre las cimas de las montañas y el fondo de los valles el mismo día a la misma hora. En el calor del verano, esta diferencia puede ser aún más pronunciada. Salvo algunas excepciones, el viento suele aumentar con la elevación o la altitud, por lo que es frecuente encontrar fuertes vientos en las cimas de las montañas y en las crestas.
Este clima seco y la topografía accidentada resultan demasiado duros para muchas especies vegetales y animales; sin embargo, la adaptación genética a estas condiciones ha dado lugar a una riqueza de especies razonablemente alta dentro de la ecorregión.
El Parque Nacional de la Gran Cuenca, situado en una parte central del desierto de la Gran Cuenca, ofrece quizá el mejor ejemplo de clima típico de la región. 
| Parámetros climáticos promedio de Great Basin National Park - Lehman Caves Visitor Center (elevation 2084 m) | Parámetros climáticos promedio de Great Basin National Park - Lehman Caves Visitor Center (elevation 2084 m) | Parámetros climáticos promedio de Great Basin National Park - Lehman Caves Visitor Center (elevation 2084 m) | Parámetros climáticos promedio de Great Basin National Park - Lehman Caves Visitor Center (elevation 2084 m) | Parámetros climáticos promedio de Great Basin National Park - Lehman Caves Visitor Center (elevation 2084 m) | Parámetros climáticos promedio de Great Basin National Park - Lehman Caves Visitor Center (elevation 2084 m) | Parámetros climáticos promedio de Great Basin National Park - Lehman Caves Visitor Center (elevation 2084 m) | Parámetros climáticos promedio de Great Basin National Park - Lehman Caves Visitor Center (elevation 2084 m) | Parámetros climáticos promedio de Great Basin National Park - Lehman Caves Visitor Center (elevation 2084 m) | Parámetros climáticos promedio de Great Basin National Park - Lehman Caves Visitor Center (elevation 2084 m) | Parámetros climáticos promedio de Great Basin National Park - Lehman Caves Visitor Center (elevation 2084 m) | Parámetros climáticos promedio de Great Basin National Park - Lehman Caves Visitor Center (elevation 2084 m) | Parámetros climáticos promedio de Great Basin National Park - Lehman Caves Visitor Center (elevation 2084 m) | Parámetros climáticos promedio de Great Basin National Park - Lehman Caves Visitor Center (elevation 2084 m) |
| Mes | Ene. | Feb. | Mar. | Abr. | May. | Jun. | Jul. | Ago. | Sep. | Oct. | Nov. | Dic. | Anual |
| --- | --- | --- | --- | --- | --- | --- | --- | --- | --- | --- | --- | --- | --- |
| Temp. máx. abs. (°C)                                                                                         | 19.4 | 18.9 | 23.3 | 27.2 | 32.8 | 36.1 | 37.8 | 35.6 | 33.9 | 28.3 | 25 | 19.4 | 37.8 |
| Temp. máx. media (°C)                                                                                        | 4.7 | 6 | 9.3 | 13.7 | 19.2 | 25.2 | 29.8 | 28.5 | 23.6 | 16.5 | 9.1 | 5.1 | 15.9 |
| Temp. mín. media (°C)                                                                                        | -7.3 | -6 | -3.6 | -0.3 | 4.4 | 9.4 | 14.1 | 13.2 | 8.3 | 2.8 | -3.4 | -6.9 | 2.1 |
| Temp. mín. abs. (°C)                                                                                         | -28.9 | -26.1 | -18.9 | -17.8 | -14.4 | -10 | 0 | 0 | -12.2 | -14.4 | -24.4 | -28.3 | -28.9 |
| Precipitación total (mm)                                                                                     | 26.7 | 30 | 34.8 | 30.7 | 31.5 | 22.1 | 24.6 | 30 | 27.4 | 31.5 | 24.6 | 24.4 | 338.6 |
| Nevadas (cm)                                                                                                 | 32.5 | 35.1 | 33.5 | 18 | 5.3 | 0.5 | 0 | 0 | 0.5 | 9.4 | 22.1 | 27.2 | 184.4 |
| [cita requerida]                                                                                             | | | | | | | | | | | | | |

El clima de Fallon es el típico de las elevaciones más bajas de la parte occidental del desierto de la Gran Cuenca. Situado en el Desierto de las Cuarenta Millas, las precipitaciones son escasas y los veranos son calurosos, aunque las temperaturas son más moderadas que las de desiertos como el Mojave y el Sonora, debido a la mayor elevación y latitud de la región. Sin embargo, los inviernos en esta parte de la cuenca siguen siendo fríos.
| Parámetros climáticos promedio de Fallon, Nevada. (Elevation 1200 m) | Parámetros climáticos promedio de Fallon, Nevada. (Elevation 1200 m) | Parámetros climáticos promedio de Fallon, Nevada. (Elevation 1200 m) | Parámetros climáticos promedio de Fallon, Nevada. (Elevation 1200 m) | Parámetros climáticos promedio de Fallon, Nevada. (Elevation 1200 m) | Parámetros climáticos promedio de Fallon, Nevada. (Elevation 1200 m) | Parámetros climáticos promedio de Fallon, Nevada. (Elevation 1200 m) | Parámetros climáticos promedio de Fallon, Nevada. (Elevation 1200 m) | Parámetros climáticos promedio de Fallon, Nevada. (Elevation 1200 m) | Parámetros climáticos promedio de Fallon, Nevada. (Elevation 1200 m) | Parámetros climáticos promedio de Fallon, Nevada. (Elevation 1200 m) | Parámetros climáticos promedio de Fallon, Nevada. (Elevation 1200 m) | Parámetros climáticos promedio de Fallon, Nevada. (Elevation 1200 m) | Parámetros climáticos promedio de Fallon, Nevada. (Elevation 1200 m) |
| Mes                                                                  | Ene.                                                                 | Feb.                                                                 | Mar.                                                                 | Abr.                                                                 | May.                                                                 | Jun.                                                                 | Jul.                                                                 | Ago.                                                                 | Sep.                                                                 | Oct.                                                                 | Nov.                                                                 | Dic.                                                                 | Anual                                                                |
| -------------------------------------------------------------------- | -------------------------------------------------------------------- | -------------------------------------------------------------------- | -------------------------------------------------------------------- | -------------------------------------------------------------------- | -------------------------------------------------------------------- | -------------------------------------------------------------------- | -------------------------------------------------------------------- | -------------------------------------------------------------------- | -------------------------------------------------------------------- | -------------------------------------------------------------------- | -------------------------------------------------------------------- | -------------------------------------------------------------------- | -------------------------------------------------------------------- |
| Temp. máx. abs. (°C)                                                 | 21.7                                                                 | 25.6                                                                 | 28.9                                                                 | 32.2                                                                 | 38.9                                                                 | 41.1                                                                 | 42.2                                                                 | 40.6                                                                 | 37.8                                                                 | 33.3                                                                 | 27.2                                                                 | 22.2                                                                 | 42.2                                                                 |
| Temp. máx. media (°C)                                                | 6.8                                                                  | 10.7                                                                 | 14.9                                                                 | 18.8                                                                 | 23.3                                                                 | 28.4                                                                 | 33.4                                                                 | 32.3                                                                 | 27.3                                                                 | 20.7                                                                 | 13                                                                   | 7.4                                                                  | 19.8                                                                 |
| Temp. mín. media (°C)                                                | -7.7                                                                 | -4.9                                                                 | -2.3                                                                 | 1.1                                                                  | 5.2                                                                  | 8.8                                                                  | 12.2                                                                 | 10.8                                                                 | 6.2                                                                  | 1                                                                    | -4                                                                   | -7.3                                                                 | 1.6                                                                  |
| Temp. mín. abs. (°C)                                                 | -31.7                                                                | -32.8                                                                | -17.2                                                                | -10.6                                                                | -6.7                                                                 | -2.8                                                                 | 1.7                                                                  | 0.6                                                                  | -6.1                                                                 | -11.1                                                                | -17.8                                                                | -29.4                                                                | -32.8                                                                |
| Precipitación total (mm)                                             | 13.7                                                                 | 13.7                                                                 | 11.7                                                                 | 13                                                                   | 15.2                                                                 | 10.9                                                                 | 4.1                                                                  | 5.6                                                                  | 7.1                                                                  | 10.4                                                                 | 9.7                                                                  | 12.2                                                                 | 126.5                                                                |
| Nevadas (cm)                                                         | 4.6                                                                  | 2.3                                                                  | 2                                                                    | 0.5                                                                  | 0.3                                                                  | 0                                                                    | 0                                                                    | 0                                                                    | 0                                                                    | 0.3                                                                  | 1.3                                                                  | 3.3                                                                  | 14.5                                                                 |
| Fuente: The Western Regional Climate Center                          |                                                                      |                                                                      |                                                                      |                                                                      |                                                                      |                                                                      |                                                                      |                                                                      |                                                                      |                                                                      |                                                                      |                                                                      |                                                                      |